# James Hewitt (1er vicomte Lifford)
Pour les articles homonymes, voir James Hewitt.
James Hewitt, 1er vicomte Lifford (28 avril 1712 - 28 avril 1789), est un homme politique Anglo-Irlandais, avocat et juge. Il est Lord Chancelier d'Irlande de 1767 à 1789.

## Biographie
Il est le fils d'un drapier de Coventry, William Hewitt (1683-1747), né à Rockcliffe, Cumberland, fils de James Hewitt et de Mary Urwin. La mère du juge est Hannah Lewis. Son frère, William Hewitt (1719-1781), est gouverneur des Indes occidentales, une position qu'il a obtenue grâce à l'influence de son frère auprès du gouvernement. À une époque où la conscience de classe est forte, ses origines constituent un handicap et ses manières de "petite ville" font l'objet de commentaires cruels tout au long de sa vie.

## Carrière
Il travaille d'abord comme commis d'un avocat. En 1742, il est devenu avocat. S'élevant rapidement dans la profession juridique, sa carrière culmine lorsqu'il devient Lord Chancelier d'Irlande en 1767, poste qu'il occupe jusqu'à sa mort en 1789. Il est élevé à la Pairie d'Irlande en tant que baron Lifford de Lifford dans le comté de Donegal, en 1768, et est nommé vicomte Lifford en 1781, également dans la pairie irlandaise.
Il est député de Coventry de 1761 à 1766. Il n'est pas très apprécié en tant que parlementaire: ses collègues députés se sont plaints de ce que ses discours étaient presque inaudibles.

## Famille
Lord Lifford épouse Mary Rhys Williams, fille du révérend Rhys Williams, vers 1749, avec laquelle il a quatre fils, dont James, son héritier, et Joseph Hewitt (1754-1794), juge à la Cour du banc du roi (Irlande). Elle est morte en 1765. Il se remarie avec Ambrosia Bayley, fille du révérend Charles Bayley, en 1766 : sa jeunesse et sa beauté ont suscité beaucoup d'admiration en Irlande. Avec Ambroisie, il a un autre fils et deux filles. Son fils aîné, James Hewitt (2e vicomte Lifford) (1750-1830) lui succède.